# Potosí (Rivas)
Potosí est une municipalité du sud-ouest Nicaragua située dans le département de Rivas.

## Géographie
Potosí s'étend le long du Lac Nicaragua, dont elle est séparée par la municipalité de Buenos Aires.